# Saint-Romain-sur-Cher
Saint-Romain-sur-Cher é uma comuna francesa na região administrativa do Centro, no departamento Loir-et-Cher. Estende-se por uma área de 30,9 km². Em 2010 a comuna tinha 1 500 habitantes (densidade: 48,5 hab./km²).